# Saltos ornamentais nos Jogos Pan-Americanos de 2023 - Trampolim de 3 m individual masculino
A competição do trampolim de 3 m individual masculino dos saltos ornamentais nos Jogos Pan-Americanos de 2023 foi disputada em 23 de outubro de 2023 no Centro Aquático, localizado no cluster do Estádio Nacional. Um total de 19 saltadores de 10 Comitês Olímpicos Nacionais (CON) participaram do evento.

## Calendário
Horário local (UTC−3).
| Data          | Hora  | Fase         |
| ------------- | ----- | ------------ |
| 23 de outubro | 11:00 | Preliminares |
| 23 de outubro | 20:40 | Final        |

## Medalhistas
| Ouro   | MEX Osmar Olvera |
| Prata  | COL Luis Uribe   |
| Bronze | USA Jack Ryan    |

## Resultados
Os doze primeiros colocados após as preliminares se classificaram para a final.
| Pos.              | Saltador                | CON                      | Preliminares | Preliminares | Final       | Final       |
| Pos.              | Saltador                | CON                      | Pontos       | Pos.         | Pontos      | Pos.        |
| ----------------- | ----------------------- | ------------------------ | ------------ | ------------ | ----------- | ----------- |
| Medalha de ouro   | Osmar Olvera            | MEX México               | 461.10       | 1            | 536.15      | 1           |
| Medalha de prata  | Luis Uribe              | COL Colômbia             | 411.25       | 4            | 444.25      | 2           |
| Medalha de bronze | Jack Ryan               | USA Estados Unidos       | 406.40       | 5            | 435.35      | 3           |
| 4                 | Frank Rosales           | CUB Cuba                 | 351.40       | 11           | 401.85      | 4           |
| 5                 | Daniel Restrepo         | COL Colômbia             | 402.50       | 6            | 392.20      | 5           |
| 6                 | Tyler Downs             | USA Estados Unidos       | 371.55       | 8            | 384.40      | 6           |
| 7                 | Frandiel Gómez          | DOM República Dominicana | 345.30       | 12           | 381.25      | 7           |
| 8                 | Jonathan Ruvalcaba      | DOM República Dominicana | 419.65       | 3            | 379.85      | 8           |
| 9                 | Rodrigo Diego           | MEX México               | 433.60       | 2            | 378.25      | 9           |
| 10                | Bryden Hattie           | CAN Canadá               | 356.70       | 10           | 377.15      | 10          |
| 11                | Yona Knight-Wisdom      | JAM Jamaica              | 385.85       | 7            | 372.10      | 11          |
| 12                | Emanuel Vázquez         | PUR Porto Rico           | 359.00       | 9            | 359.70      | 12          |
| 13                | Donato Neglia           | CHI Chile                | 337.60       | 13           | Não avançou | Não avançou |
| 14                | Yohan Eskrick-Parkinson | JAM Jamaica              | 330.35       | 14           | Não avançou | Não avançou |
| 15                | Diego Carquín           | CHI Chile                | 328.95       | 15           | Não avançou | Não avançou |
| 16                | Rafael Max              | BRA Brasil               | 328.00       | 16           | Não avançou | Não avançou |
| 17                | Thomas Ciprick          | CAN Canadá               | 304.80       | 17           | Não avançou | Não avançou |
| 18                | Carlos Escalona         | CUB Cuba                 | 267.10       | 18           | Não avançou | Não avançou |
| 19                | Rafael Fogaça           | BRA Brasil               | 264.40       | 19           | Não avançou | Não avançou |